# Edmund Hooper
Edmund Hooper (North Halberton, 1553 circa – Londra, 1621) è stato un compositore e organista inglese attivo presso la Westminster Abbey dal 1588 al 1621 e organista della Cappella reale dal 1618 al 1621.

## Biografia
Nacqua a North Halberton, Devon e potrebbe essere stato cantore alla Cattedrale di Exeter.
Dal 1582 entrò nel coro della Westminster Abbey dove divenne poi maestro del coro. Hooper sembra essere stato il primo organista ad essere regolarmente nominato a tale incarico nell'Abbazia di Westminster. La sua nomina, risalente al 19 maggio 1606, gli venne rinnovata a vita nel 1616.
Il 1º marzo 1604 Hooper divenne Gentleman della Cappella reale. Esistono diversi riferimenti a Hooper nel Chapel Royal Cheque Book e nel Lord Chamberlain's Accounts per quel periodo. Questi comprendono il pagamento delle indennità per l'acquisto delle livree di lutto in occasione dei funerali di Elisabetta I (1603), Enrico Federico Stuart (1612) e Anna di Danimarca (1618). Dal novembre 1615 Hooper ottenne il prestigioso incarico di organista aggiunto della Cappella reale assieme a Orlando Gibbons.
Mantenne questo incarico fino alla morte avvenuta il 14 luglio 1621. Il 16 luglio 1621 venne tumulato nel chiostro della Westminster Abbey. La sua vedova, Margaret, venne anch'essa tumulata lì il 7 marzo 1652.
Il figlio maggiore di Hooper, James, morto nel dicembre 1652, fu vicario a Westminster Abbey.